# Feldflieger-Abteilung 33
Feldflieger-Abteilung Nr. 33 – FFA 33 (Polowy oddział lotniczy nr 33) – jednostka obserwacyjna i rozpoznawcza lotnictwa niemieckiego Luftstreitkräfte z początkowego okresu I wojny światowej.

## Informacje ogólne
Jednostka została utworzona w pierwszym miesiącu I wojny światowej, w dniu 28 sierpnia 1914 roku w Fliegerersatz Abteilung Nr. 2 i została dołączona do składu większej jednostki Batalionu Lotniczego nr 1. Jednostka uczestniczyła w walkach na froncie zachodnim. 
11 stycznia 1917 roku jednostka została przeformowana i zmieniona w Fliegerabteilung 33 - (FA 33).